# Harry Bamford
Henry Charles Bamford detto Harry (Bristol, 20 ottobre 1920 – Bristol, 31 ottobre 1958) è stato un calciatore britannico, di ruolo difensore.

## Biografia
Morì a Bristol il 31 ottobre 1958, in seguito alle ferite riportate in un incidente motociclistico avvenuto due giorni prima.

## Carriera
Giocò dal 1945 al 1958 tredici stagioni nel Bristol Rovers collezionando 486 presenze e 5 reti.

## Palmarès

### Club

#### Competizioni nazionali
- Third Division South: 1

Bristol Rovers: 1952-1953